# ميدان مصطفى محمود
ميدان مصطفى محمود أحد ميادين الجيزة الرئيسية، يقع في حي المهندسين. يخترقه شارع جامعة الدول العربية الرابط بين ميدان سفنكس شرقا وبولاق الدكرور غربا.

## معالم
- مسجد مصطفى محمود
- الجمعية الفلكية بمسجد محمود
- إحدى الحدائق النباتية في مصر

اكتسب أهمية سياسية:
- فقد تجمع به أنصار مبارك أثناء التسلسل الزمني لثورة 25 يناير وتحديدا مقابل متظاهري جمعة المطلب الواحد، وكان من المشاهير هناك حسن شحاتة.
- وتجمع به أنصار مرسي بعد أحداث فض اعتصامات مؤيدي مرسي.